# Hylopezus nattereri
Hylopezus nattereri là một loài chim trong họ Grallariidae.